# Coming from Insanity
Coming from Insanity es una película de drama criminal nigeriana de 2019 dirigida y escrita por Akinyemi Sebastian Akinropo. Está protagonizada por Gabriel Afolayan, Damilola Adegbite, Dakore Akande, Wale Ojo y Bolanle Ninalowo.
Se estrenó el 14 de junio de 2019 en cines y a través de Netflix el 18 de septiembre de 2020. La película también se encuentra dentro de la plataforma de Amazon Prime desde 2021.

## Sinopsis
Coming from Insanity cuenta la historia de Kossi (Gabriel Afolayon), un niño de 12 años con una visión de nivel virtuoso, que fue traficado a Lagos desde Togo. Terminó con la familia Martin (Wale Ojo y Dakore Akande), como criado y creció hasta convertirse en un miembro de la familia. Siendo adulto se asoció con algunos otros amigos para hacer su propio dinero y eso lo puso en el radar de la EFCC.

## Elenco
- Gabriel Afolayan como Kossi
- Damilola Adegbite como Oyin Martins
- Dakore Akande como la Sra. Martins
- Wale Ojo como Mr.Martins
- Bolanle Ninalowo como Rocky
- Odunlade Adekola como taxista
- Sharon Ooja como Sonia
- Sani Musa Danja como Abubakar
- Adeolu Adefarasin como Emmanuel
- Udoka Oyeka como Toye
- Sambasa Nzeribe como Detective Hammed
- Tina Mba como Capitana

## Premios
La película fue nominada a la mejor primera narrativa en el Festival de Cine Panafricano de 2020 y resultó ganadora del premio Audience Choice a la mejor película en el Pressplay Film festival de 2019.